# Europarlamentari pentru Bulgaria 2007-2009
În 20 mai 2007 în Bulgaria au fost alegeri pentru alegerea celor 18 parlamentari europeni pentru Bulgaria, aceștia îi vor înlocui pe Membri Parlamentului numiți până în 20 mai 2007.

## B
- Mariela Baeva, Movement for Rights and Freedoms (Alliance of Liberals and Democrats for Europe)
- Slavcho Binev, National Union Attack (Identity, Tradition, Sovereignty)

## C
- Desislav Chukolov, National Union Attack (Identity, Tradition, Sovereignty)

## H
- Filiz Husmenova, Movement for Rights and Freedoms (Alliance of Liberals and Democrats for Europe)

## K
- Metin Kazak, Movement for Rights and Freedoms (Alliance of Liberals and Democrats for Europe)
- Evgeni Kirilov, European Socialists Platform (Party of European Socialists)

## L
- Marusia Lubcheva, European Socialists Platform (Party of European Socialists)

## M
- Nikolay Mladenov, Citizens for European Development of Bulgaria (European People's Party - European Democrats)

## P
- Vladko Panayotov, Movement for Rights and Freedoms (Alliance of Liberals and Democrats for Europe)
- Atanas Paparizov, European Socialists Platform (Party of European Socialists)

## R
- Biliana Raeva, National Movement Simeon II (Alliance of Liberals and Democrats for Europe)

## S
- Petya Stavreva , Citizens for European Development of Bulgaria (European People's Party - European Democrats)
- Dimitar Stoyanov, National Union Attack (Identity, Tradition, Sovereignty)

## U
- Vladimir Uruchev, Citizens for European Development of Bulgaria (European People's Party - European Democrats)

## V
- Kristian Vigenin, European Socialists Platform (Party of European Socialists)

## Y
- Iliana Yotova, European Socialists Platform (Party of European Socialists)

## Z
- Dushana Zdravkova, Citizens for European Development of Bulgaria (European People's Party - European Democrats)
- Rumyana Zheleva, Citizens for European Development of Bulgaria (European People's Party - European Democrats)

## În funcție de grupul parlamentar
| Grup                                                 | Partide naționale                                                    | Locuri |
| Alliance of Liberals and Democrats for Europe (ALDE) | Movement for Rights and Freedoms (4) National Movement Simeon II (1) | 5      |
| Group of the Party of European Socialists            | European Socialists Platform (5)                                     | 5      |
| European People's Party–European Democrats (EPP-ED)  | Citizens for European Development of Bulgaria (5)                    | 5      |
| Identity, Tradition, Sovereignty (ITS)               | National Union Attack (3)                                            | 3      |